# Nattapong Kumnaet
Nattapong Kumnaet (thailändisch ณัฐพงษ์ คุ้มเนตร, * 26. Juni 1989) ist ein thailändischer Fußballspieler.

## Karriere
Nattapong Kumnaet stand bis 2019 beim Royal Thai Army FC unter Vertrag. Wo er vorher gespielt hat, ist unbekannt. Der Verein aus der thailändischen Hauptstadt Bangkok spielte in der dritten Liga. Hier trat der Klub in der Lower Region an. 2020 wechselte er zum Singha Golden Bells Kanchanaburi FC. Der Verein aus Kanchanaburi spielte in der vierten Liga, der Thai League 4. Hier trat der Verein in der Western Region an. Im Dezember 2021 wechselte er zum ebenfalls in Kanchanaburi beheimateten Zweitligisten Muangkan United FC. Sein Zweitligadebüt für Muangkan gab Nattapong Kumnaet am 29. Januar 2021 (21. Spieltag) im Auswärtsspiel gegen den Kasetsart FC. Hier wurde er in der 90.+4 Minute für Anusorn Phrmprasit eingewechselt. Das Spiel endete 2:2. Für Muangkan absolvierte er 14 Zweitligaspiele. Im Juni 2022 kehrte er zu seinem ehemaligen Verein Dragon Pathumwan Kanchanaburi FC zurück. Am Ende der Saison feierte er mit Kanchanaburi die Meisterschaft der Region und stieg anschließend in die zweite Liga auf. Für Kanchanaburi stand er 19-mal in der Liga auf dem Spielfeld. Nach dem Aufstieg verließ er den Verein und schloss sich im Juli 2023 dem Zweitligisten Chainat Hornbill FC in Chainat an. In der Hinrunde wurde er zwölfmal in der zweiten Liga eingesetzt. Im Dezember 2023 wechselte er in die dritte Liga. Hier schloss er sich dem in der Bangkok Metropolitan Region spielenden Samut Sakhon City FC an.

## Erfolge
Dragon Pathumwan Kanchanaburi FC
- Thai League 3 – West: 2022/23  ▲